# Nghĩa Trung, Nghĩa Hưng
Nghĩa Trung là xã thuộc huyện Nghĩa Hưng, tỉnh Nam Định, Việt Nam.

## Địa giới hành chính
Xã Nghĩa Trung nằm ở phía bắc của huyện Nghĩa Hưng, thuộc tả ngạn sông Đáy.
- Phía bắc giáp các xã Nghĩa Châu và Nghĩa Thái, huyện Nghĩa Hưng.
- Phía đông giáp xã Trực Thuận, huyện Trực Ninh và thị trấn Liễu Đề, huyện Nghĩa Hưng.
- Phía nam giáp xã Nghĩa Sơn, huyện Nghĩa Hưng.
- Phía tây giáp xã Khánh Trung, huyện Yên Khánh, tỉnh Ninh Bình (ranh giới tự nhiên là sông Đáy).

## Hành chính
Năm 1977, thôn Tân Liêu của xã Nghĩa Trung được sáp nhập về xã Nghĩa Sơn.

## Giao thông
- Xã Nghĩa Trung có tỉnh lộ 493 chạy qua.
- Xã Nghĩa Trung có Quốc lộ 37B chạy qua, nối liền ba tỉnh Thái Bình-Nam Định-Hà Nam